# دار ابن حزم
دار ابن حزم أو دار ابن حزم بيروت (يوجد دار ابن حزم الرياض)، أُسست عام 1988م، في بيروت لبنان. أصدرت الدار أكثر من 3600 عنوان في الفقه والحديث الشريف وتفسير القرآن العظيم والسيرة النبوية والتاريخ والفلسفة والحضارات والثقافة والإدارة والتربية والأطفال وتنمية الذكاء والشخصية وغيرها.. في حوالي 30 بلدًا حول العالم: السعودية، المغرب، الجزائر، الإمارات، قطر، مصر، تركيا، ليبيا، تونس، السودان، نيجيريا، ماليزيا، الكويت، سلطنة عمان، اليمن، الأردن، استراليا، فرنسا، بلجيكا، هولندا، بريطانيا، أمريكا وغيرها..
تعمد الدار منذ فترة إلى ترجمة العديد من إصدارتها باللغة الفرنسية واللغة الإنجليزية وقريباً إلى اللغة التركية. كما تنشط الدار بالمشاركة في 15 معرضا يقام على مدار السنة في البلدان العربية والغربية.